# 佛教孔仙洲紀念中學
佛教孔仙洲紀念中學（英語：Buddhist Hung Sean Chau Memorial College）為香港一所政府津貼男女中文中學，由香港佛教聯合會主辦，位於九龍斧山平定道10號。

## 歷史及背景
佛教孔仙洲紀念中學之校舍於1982年8月落成，並於同年9月正式開學。1985年6月3日，此校舉行開幕典禮，並由當時的教育署署長、前廉政專員梁文建議員蒞臨主禮。1998年，學校新翼正式啟用，提供更完善設備。
此校舍由政府撥地興建，耗資近2000萬元，分別由政府補助1700多萬元、香港佛教聯合會籌得50多萬元及由孔憲侶居士捐助180萬元支付。為感謝孔憲侶居士之貢獻，此校特以其先祖父孔仙洲先生命名。

## 班級及課程

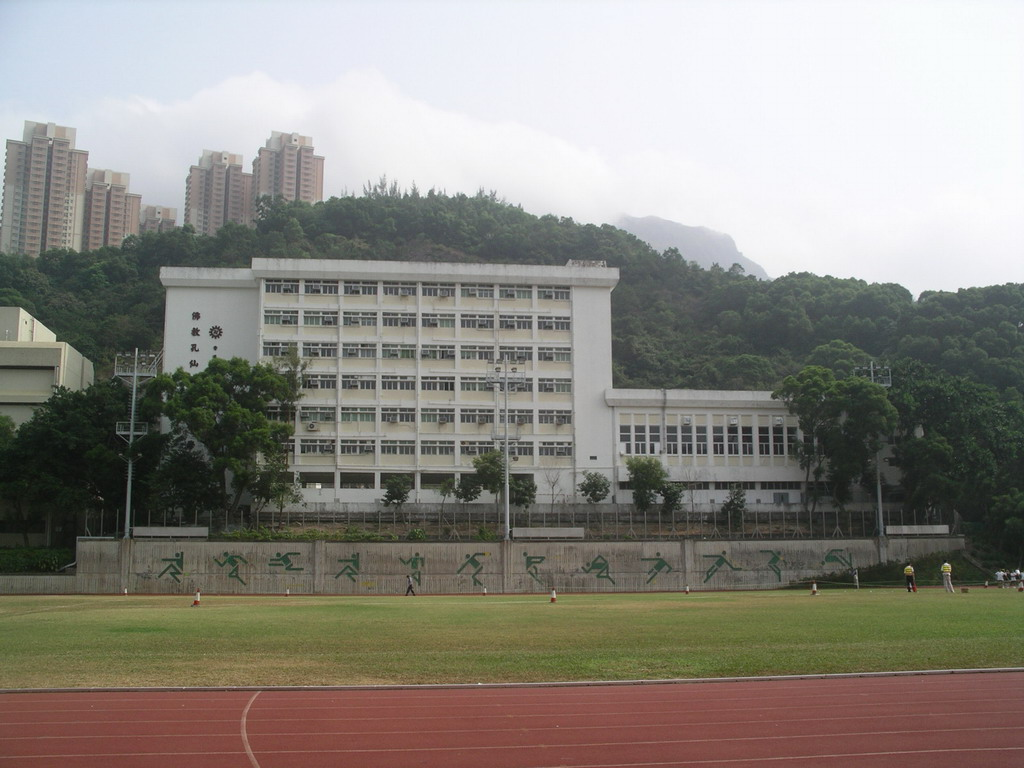
翻油前的校舍外貌，外牆為淡黃色間條（2005年）

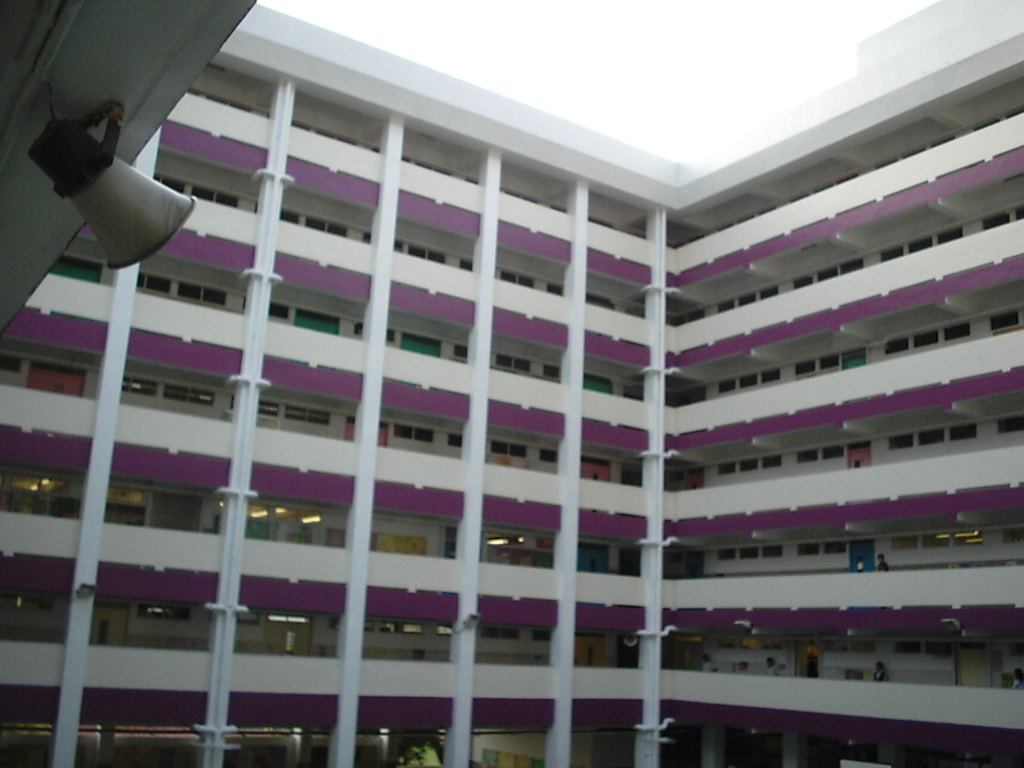
校舍內貌

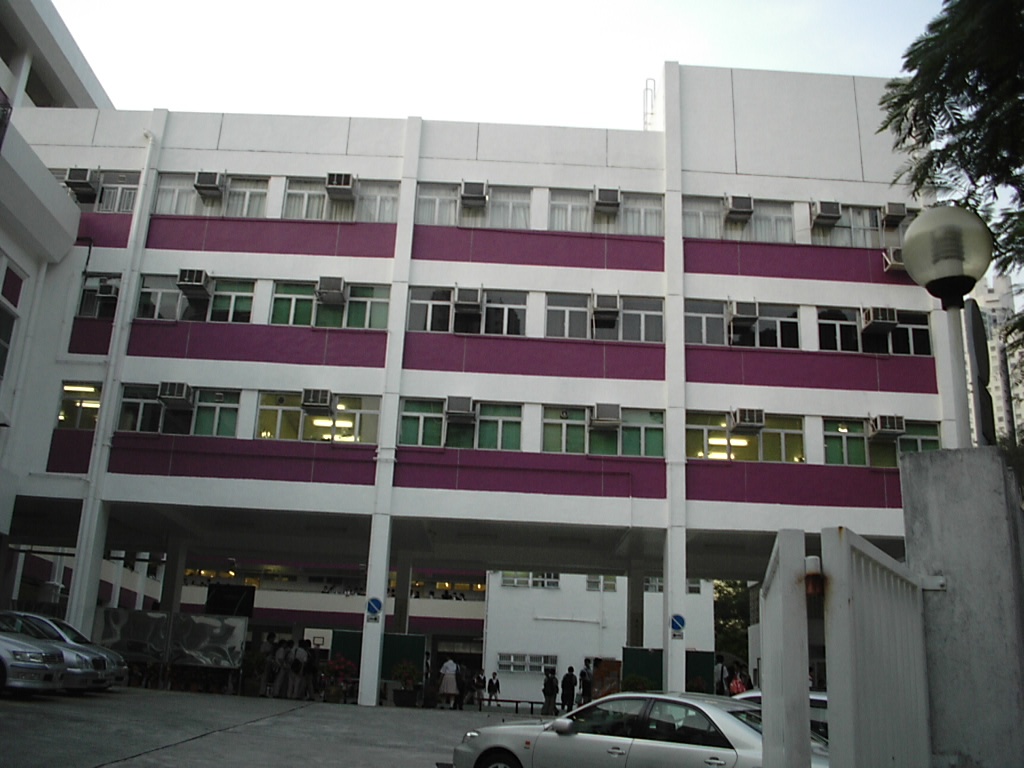
校舍擴建部分

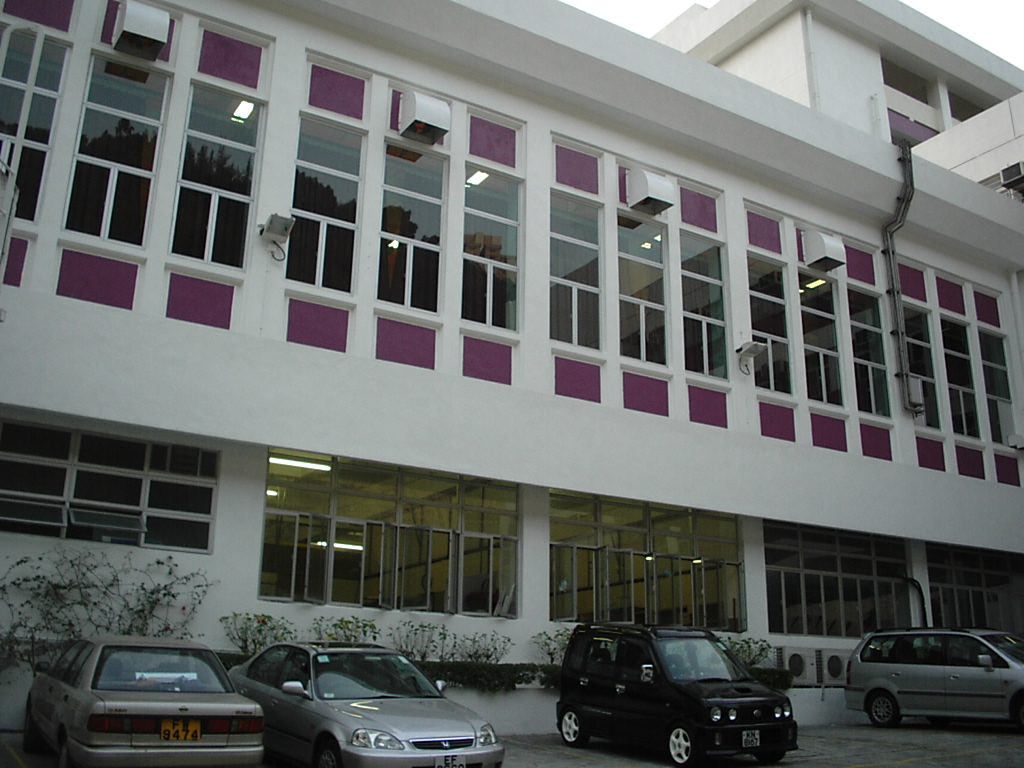
校舍禮堂

佛教孔仙洲紀念中學設有中一至中三級各四班、中四四班，而中五至中六各五班，初中（中一至中三級）著重培養學生的「兩文三語」及思維能力；高中（中四及中六級）提供文、理及商科課程，照顧學生的興趣及能力發展，為學生升讀大學作準備。
- 初中各科目（除英文科及普通話科外）均以母語授課，提供中文、英文、數學、綜合科學(中三時則分為物理、化學、生物三個學科)、中國歷史、歷史、地理、經濟、生活與社會、佛學、普通話、音樂、視覺藝術、普通電腦、體育、設計與科技及家政。
- 高中分為理科班、文科班、理商班及文商班，除一班理科班以英語教學（中文、通識教育、佛學及體育除外），其餘均以中文授課教學（英文科除外），數學、公民與社會發展科、理科（物理、化學、生物、附加數學M1、M2)。

其餘中文班則以母語授課教學：文科（中國歷史、世界歷史、地理、倫理與宗教、視覺藝術）理科（物理、化學、生物）及商科（經濟、企業、會計與財務概論）。

## 校舍
此校校舍佔地4500多平方米，位於斧山平定道，面向斧山、背向斧山道運動場，由於與主要道路有一定距離，因此環境清幽，附近的街道長着許多鳳凰木。主校舍樓高6層，並附設高3層的新翼大樓，共提供一般課室25間、特別課室（如實驗室）共20間、禮堂一所及多用途活動室（小禮堂）一所，各層均設有男、女洗手間各一（一樓只供教職員使用）。地下設有操場一個、有蓋操場三個、室內操場一個（依序為A、B、C、D操場）、升降機一部(學生未經許可使用會有紀律處分)、小食部一個(只有店長的隊伍可進行八達通增值)、男女更衣室各一、學生會辦事處一所、健身室一所、社工室兩所。校舍西北角、西南角、東南角、東北角各設有樓梯連接各層（依序為A、B、C、D樓梯）。

## 學校刊物

### 《學穗》
佛教孔仙洲紀念中學學生報《學穗》每年由學生報負責編輯，一直每半年出版一次，直到2006-2007年度起，改為一年出版一次，年中更改為以攝製校園電視節目取代。直至2011-2012年度已重新改回每半年出版一次。《學穗》內容包括探討城中熱話的社會議題版、探討老師同學活動的校園版，主題皆為學生提供發表意見及佳作欣賞的副刊，所有內容均經過學生報成員精心挑選。除此之外，《學穗》亦為了鼓勵同學自行創作，因此添加了讓同學們投稿分享自己作品的投稿版。

### 《Form Flyer》
由英國語文科組老師編製的《Form Flyer》收錄了各級的英文佳作，讓同學間可以互相學習及交流，《Form Flyer》由2005-2006年度起，不定期印製，將同學最新的佳作跟所有同學分享，現時已停止出版。

## 著名/傑出校友
- 滕麗名：香港女演員
- 潘梓鋒：前香港男藝人
- 何依婷：香港女演員
- 關嘉敏：香港女藝人、組合BINGO成員之一
- 法忍法師：香港法性講堂住持兼創辦人、香港大學佛學研究中心客座助理教授
- 梁子健：香港商業電台（叱咤903）的唱片騎師
- 周子恩：香港電台講東講西的節目主持人

## 外部連結
- 佛教孔仙洲紀念中學 （页面存档备份，存于）
- 學生會會章[永久]